# Бред Делсон
Бредфорд Филип Делсон (рођен 1. децембра 1977. у Агури, Калифорнија), амерички је музичар најпознатији као главни гитариста и један од оснивача рок бенда Линкин парк.